# Лукошков, Борис Степанович
Бори́с Степа́нович Луко́шков (1922—1989) — советский живописец и график, заслуженный художник РСФСР (1975).

## Основные даты жизни и творчества
- 1922, 20 июня родился в деревне Ню́нега Шенкурского уезда Архангельской губернии (ныне Шенкурского района Архангельской области).
- 1930—1940 учился в средней школе города Шенкурска.
- 1940, октябрь призван в ряды Красной Армии.
- 1941—1945 участник Великой Отечественной войны.
- 1945—1947 работал: художником-оформителем в Шенкурском Доме культуры, во Всероссийском художественном кооперативе г. Мичуринска.
- 1949—1954 учился: в Ленинградском художественном училище на живописном факультете (Ленинградское художественное училище имени В. А. Серова),
- 1954—1955 в Институте живописи, скульптуры и архитектуры им. И. Е. Репина (Санкт-Петербургский государственный академический институт живописи, скульптуры и архитектуры имени И. Е. Репина).
- 1955—1957 творческая работа в г. Шенкурске.
- 1957 переехал в Архангельск, работал в мастерских Художественного фонда и в Северо-Западном книжном издательстве.
- 1957 впервые принял участие в выставке произведений архангельских художников.
- 1965 принят в члены Союза художников РСФСР.
- 1971—1975 председатель Архангельской организаций Союза художников РСФСР.
- 1972 делегат III съезда Союза художников РСФСР, избран членом правления.
- 1973 персональная выставка в Архангельске.
- 1973 делегат IV съезда художников СССР. Москва.
- 1975 присвоено почетное звание «Заслуженный художник РСФСР».
- 1976 делегат IV Всероссийского съезда Союза художников. Москва.
- 1979—1983 председатель Архангельской организации Союза художников РСФСР.
- 1981 делегат V Всероссийского съезда Союза художников. Москва.
- 1983 делегат VI Всероссийского съезда Союза художников. Москва.
- 1989 умер в Архангельске, похоронен в деревне Ижма Приморского района.

Участник выставок: всесоюзных (1962, 1963, 1967, 1969); республиканских (1957, 1965, 1967, 1970, 1972, 1975, 1976, 1977, 1980;зональных (1964, 1967, 1969, 1974, 1979, 1984);областные с 1957 по 1989 годы.
Награждался почетными медалями и грамотами Министерства культуры РСФСР, Секретариата правления Союза художников РСФСР, ЦК ВЛКСМ, Управления культуры Архоблисполкома.
Имел правительственные награды: орден «Отечественной войны I степени»;
медали: «За отвагу», Медаль «За победу над Германией в Великой Отечественной войне 1941—1945 гг.», «20 лет победы в Великой Отечественной войне 1941—1945 гг.», «30 лет победы в Великой Отечественной войне 1941—1945 гг.», «50 лет Вооружённых Сил СССР», «60 лет Вооружённых Сил СССР», «За доблестный труд в ознаменование 100-летия со дня рождения В. И. Ленина».

## Из воспоминаний
Борис Лукошков — гордость нашего небольшого Шенкурска не только в силу оставленного им наследия в художественных полотнах, но и как Человек с высокой моральной ответственностью за судьбы людей большой и малой Родины. Особенно дороги ему были и Шенкурск, и наши деревни, и кормилица Вага. Его честный и искренний талант взрастила эта шенкурская земля, та атмосфера, в которой протекали его детство и юность, и та жизнь уездного полузабытого богом городка, в котором он черпал темы своего художественного творчества…
… Подлинной радостью было возвращение знакомых ребят с войны. Пусть многократно раненых, искалеченных, изувеченных, но живых. Среди них был и Борис. Страшно было смотреть на его израненное тело. Когда-то сильное и красивое, оно было покрыто шрамами. Но внешне он всегда был бодрым и уверенным, что внушало уважение…
После войны, как и многим другим, ему надо было определиться, как дальше жить. У него была страсть, был талант живописца, он усиленно готовился в Ленинградское училище…
Тяжела жизнь художника. И только сильный характер да жена Павла Николаевна помогли Борису преодолеть трудности, стать известным мастером…
Творческая жизнь Бориса была тесно переплетена с общественной. Его лидерские качества проявились в архангельском отделении Союза художников, председателем которого он был избран. Несколько лет честно и страстно отстаивал интересы своих собратьев по кисти. Благодаря его настойчивости, художники получили в новостройках несколько мастерских, было организовано много выставок…
Большую роль в жизни каждого человека имеет семья. Видный шенкурский жених Борис Лукошков остановил свой выбор на замечательной девушке — детском враче Павле Николаевне. Паша оказалась истинной хранительницей домашнего очага. Любящая и заботливая жена, она много помогала мужу во всей его жизни.
Его пристрастием была рыбалка. Как и ко всякому делу, к ней он подошел основательно. Купил лодку с мотором и все свободные дни от ледохода до ледостава проводил на воде…
В. И. Ившин, земляк,
товарищ
февраль 2002 года
Начало 70-х годов. Горячее время для архангельской молодой живописи. Борис Степанович заражается этим движением и всячески поддерживает его…
В тот период он был председателем областной организации Союза художников, и только он, из всех, кто занимал эту должность, не спешил исполнять инструкции по «тушению пожара формализма». У него была природная реакция на живое. Это хорошо доказывает и его собственное творчество, в котором нет покоя…
Ему, и только ему, обязаны за поддержку в начале пути Шадруновы, С. Видякин, Ю. Минин, Н.Федоров, Е. Зимирев, С. Егоров. Я не раз слышал, как искренне он восхищался их работами. Он любил их, что редко бывает среди художников, к сожалению. Однако все было не так-то легко. Председатель организации одобряет, поддерживает тех, кого поддерживать не положено — это требовало наличие смелости.
Думаю, что азарт истинного художника заглушал в Борисе Степановиче чувство опасности. Но неприятности поджидали его постоянно…
Светлая память Борису Лукошкову, благодарность за то, что ему было по пути с нами. Он прожил жизнь художника, а это — непросто.
Борис Копылов,
художник
август 1997 года
Мое первое знакомство с Борисом Степановичем произошло в 1968 году, я окончил Ярославское художественное училище и работал в театре кукол художником.
Мы встретились в выставочном зале, тогда он был на улице Народной, где проходила выставка архангельских художников. Борис Степанович был очень общительный, доброжелательно настроенный человек, выдержанный, умный, в общем вызывающий уважение. На выставке со свойственным мне максимализмом я высказал ему своё суждение о качестве работ на то время: да-да, нет-нет, это заслуживает внимания — это нет. Что было, то было. На то время коллектив Союза художников был в целом очень сильный, старейший коллектив на Севере. На тот момент в расцвете своего таланта были такие художники как Свешников, Михалев, Рябоконь, Котов, Ширяев, Сараев, Фатьянов, Софронов, Таргонские и еще целый ряд художников, которые составляли лицо организации. Союз художников занимал заметное место в культурной жизни области. А Борис Степанович был не формальным лидером, на то время ему было 46 лет. Лукошков как-то очень среагировал на мои критические замечания. Он хорошо сказал, что все что здесь представлено, сделано на пределе возможностей каждого художника. И потихоньку мой задиристый тон, и категоричное решение стали улетать.
С того времени прошло 40 лет без малого, точнее 39. Но осталась благодарность и за этот урок и за другие уроки, которые постепенно позволяли выруливать к каким-то результатам.
Поездка на Белое море. Рыбалка в устье Двины. О них я вспоминаю очень часто. В этих поездах мне многое открывалось. Белое море рисуем. Солнце, июль, жарко. Сумпосад километра 1,5 от Белого моря. Пошли купаться. Борис Степанович снимает рубаху, лезет в воду, вода холодная, все же Белое море. Я тоже лезу в воду. Я не видел такого: красивый сильный мужик, а тело все в глубоких шрамах, это даже не шрамы, это перепаханная земля. Это все с войны. Ему было 19 в 41 году. Рождения 22 года — это самый выбитый год, так говорил Лукошков: «Я почти не встречаю своих ровесников». Не забуду его рук. На них не было живого места, шрам на шраме. Как он рисовал! А после войны, по его словам, приехал в Шенкурск и ключ с трудом вставил в замок.
Приехали в Сумпосад. Пошли смотреть. Я было папку схватил, тушь, перо, кисть. А Борис Степанович: «пойдем так просто посмотрим». Как правильно! А потом мне через несколько дней, а может почти сразу — «Вот что. Я очень тебя прошу — (сам суров) — если, что я стал рисовать, ты тот мотив не бери, а что ты стал рисовать — я не беру» Я сначала — да. Потом так завидно. Рисует, а я не могу, а выигрышно, готовая работа в жизни, только бери. Чувствую себя поставленным в угол. Но как благодарен. Ведь понял я это не сразу. Он то хотел, чтобы я стал видеть и ушел от общего, от общих мест, что уже увидено и не тобой. Это очень трудный, но нужный урок. И, пожалуйста, поймите его правильно. С этой поездки я сделал немало работ, а, может, это начало и легло в основу моего рисования.
У Бориса Степановича была удивительная черта, он мог делиться там, где считал нужным, что часто просто необходимо молодому художнику, своим творческим опытом. Это не значит, что он раскрывал «кухню» и т. д. На мои просьбы показать, как он делает композицию-«кухню» он прямо сказал: "Зачем, ну будет еще один Лукошков, а ты Зимирев! Ищи свою «кухню». Каждый художник — это своя «кухня». Мне, конечно, повезло, что я в самом начале встретил такого человека и не только его. Таких неформальных учителей было немало. Но Лукошков, он один такой. Он не только профессионально принял меня, но как человек мог дать нужный совет.
Борис Степанович принял участие в моей творческой судьбе. И очень сожалею, что порой, не подозревая, наносил ему боль непониманием. Но у него был еще один дар — прощать, это умение понять твою ошибку, природу её, и простить. Это был настоящий Северянин. Умный, хороший человек и художник!
Е. Н. Зимирев,
художник
апрель 2007 года

## Галерея

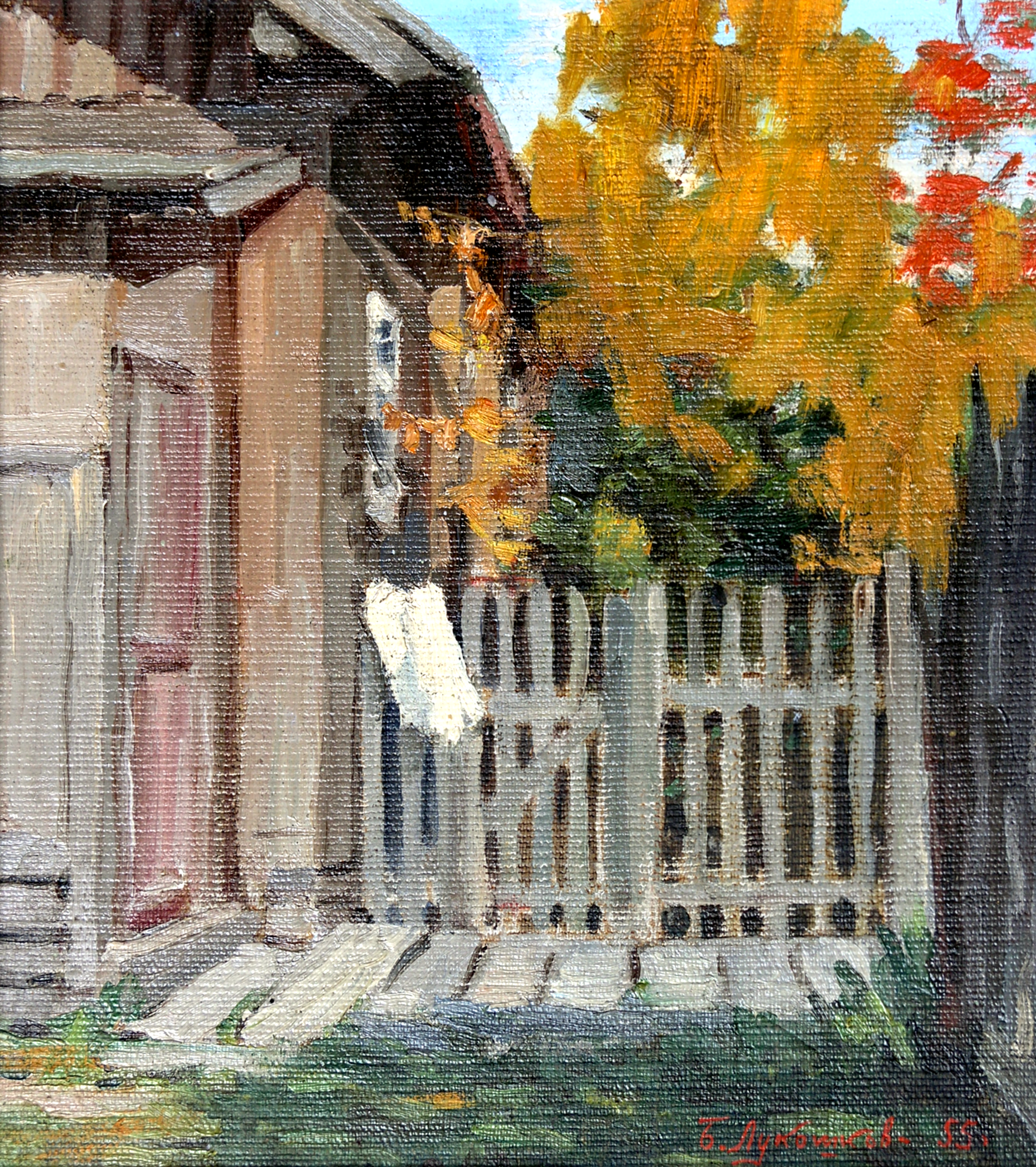
Шенкурский дворик. 1955
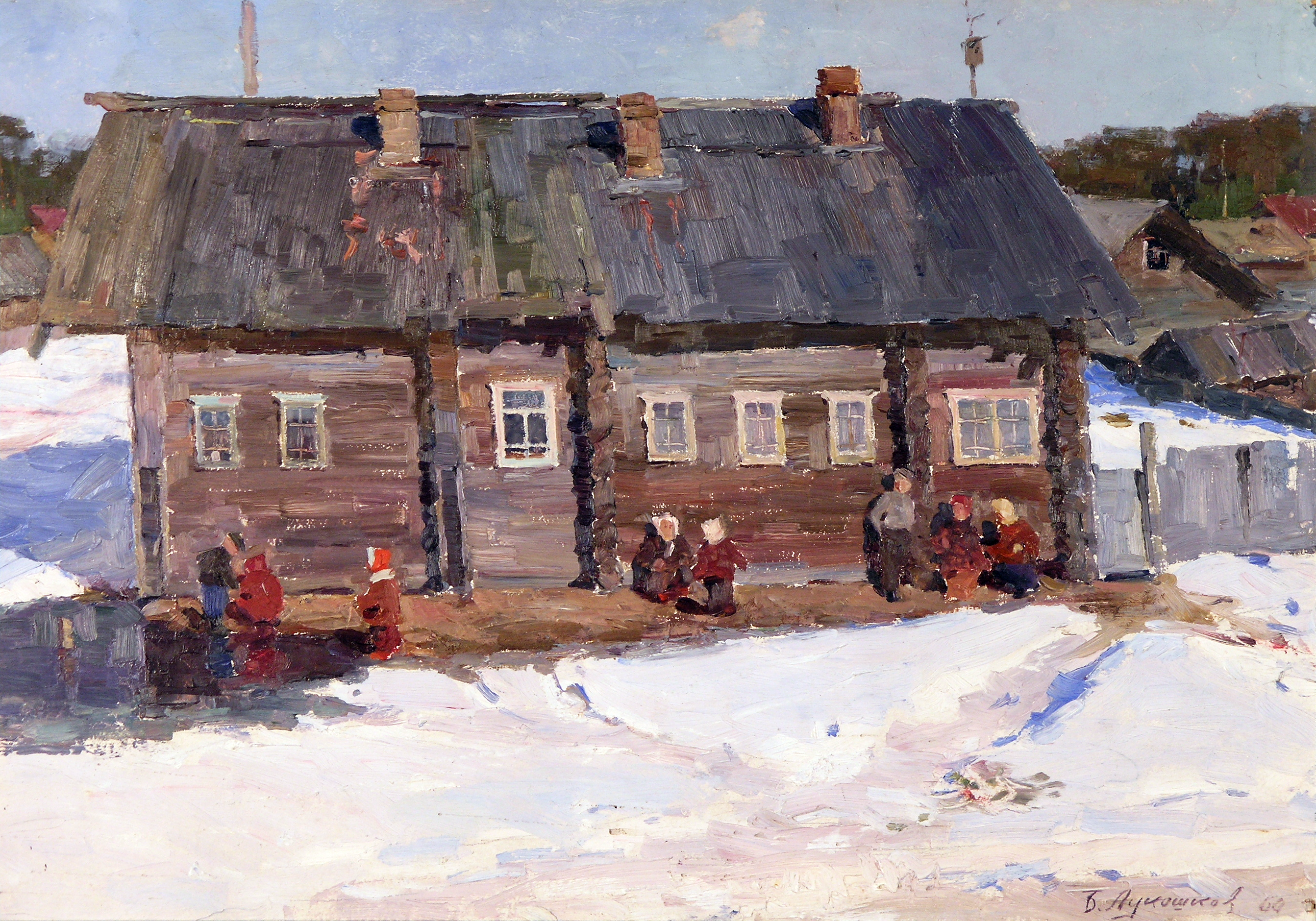
Весна. 1960
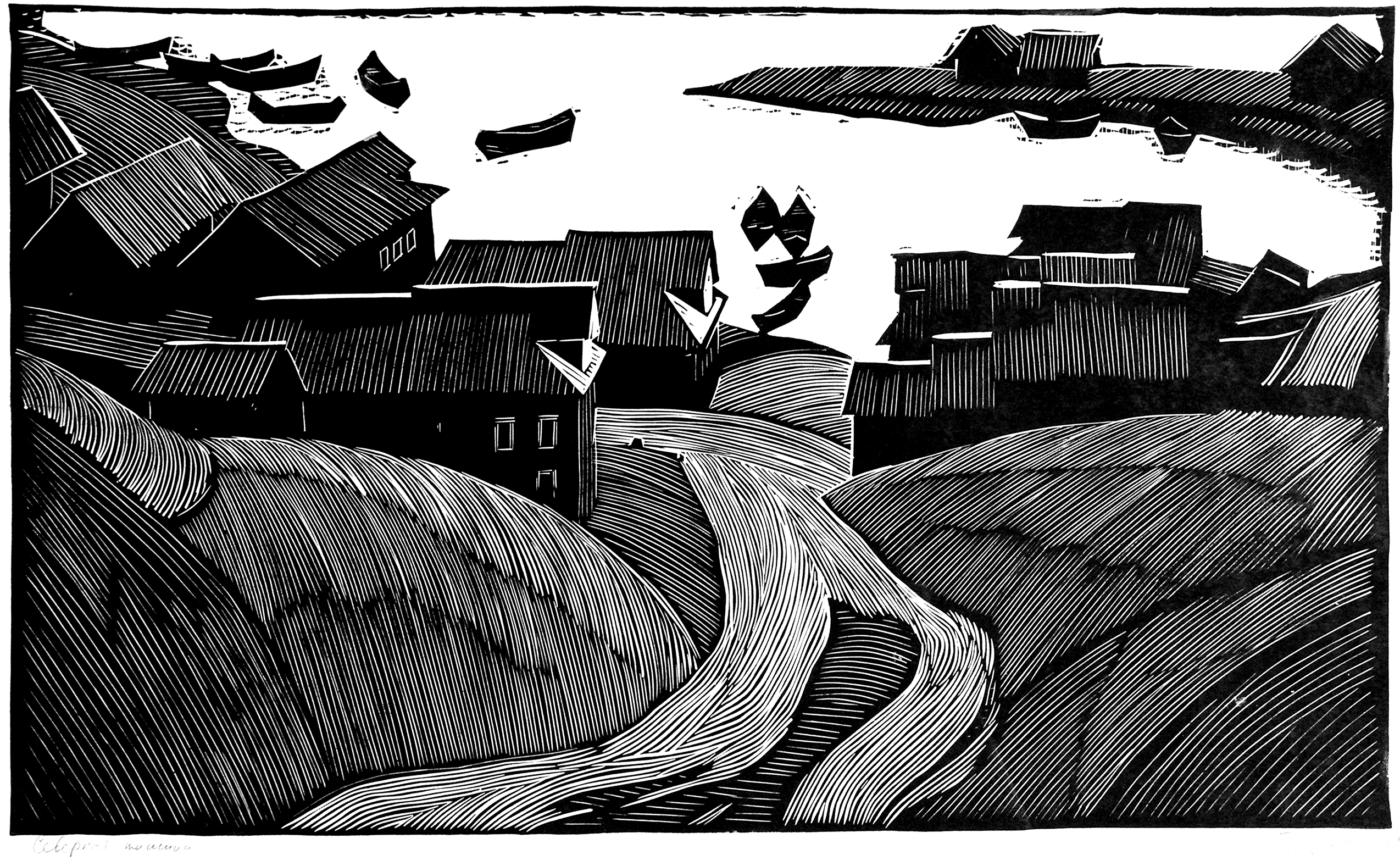
Северная тишина. 1969
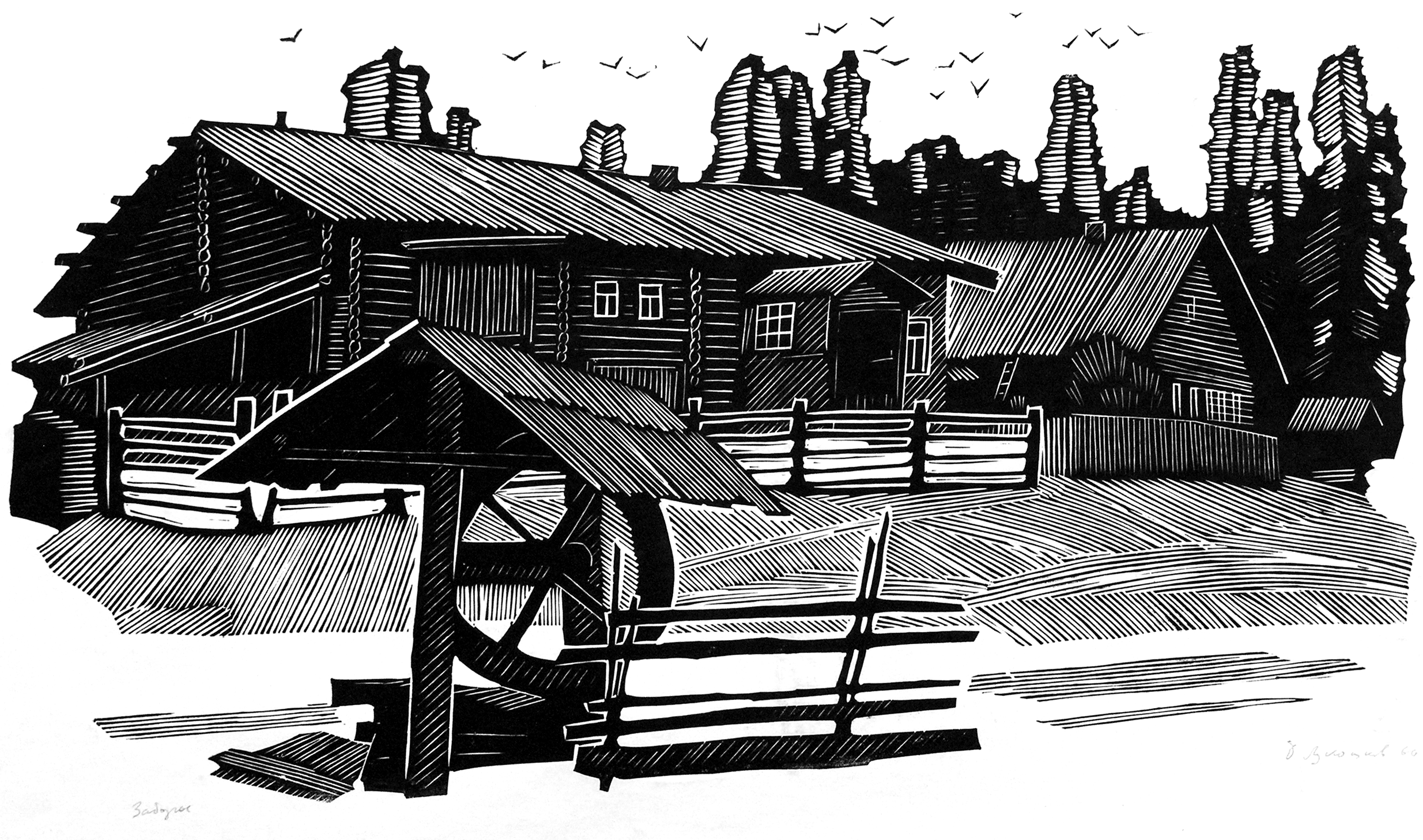
Заборье. 1966
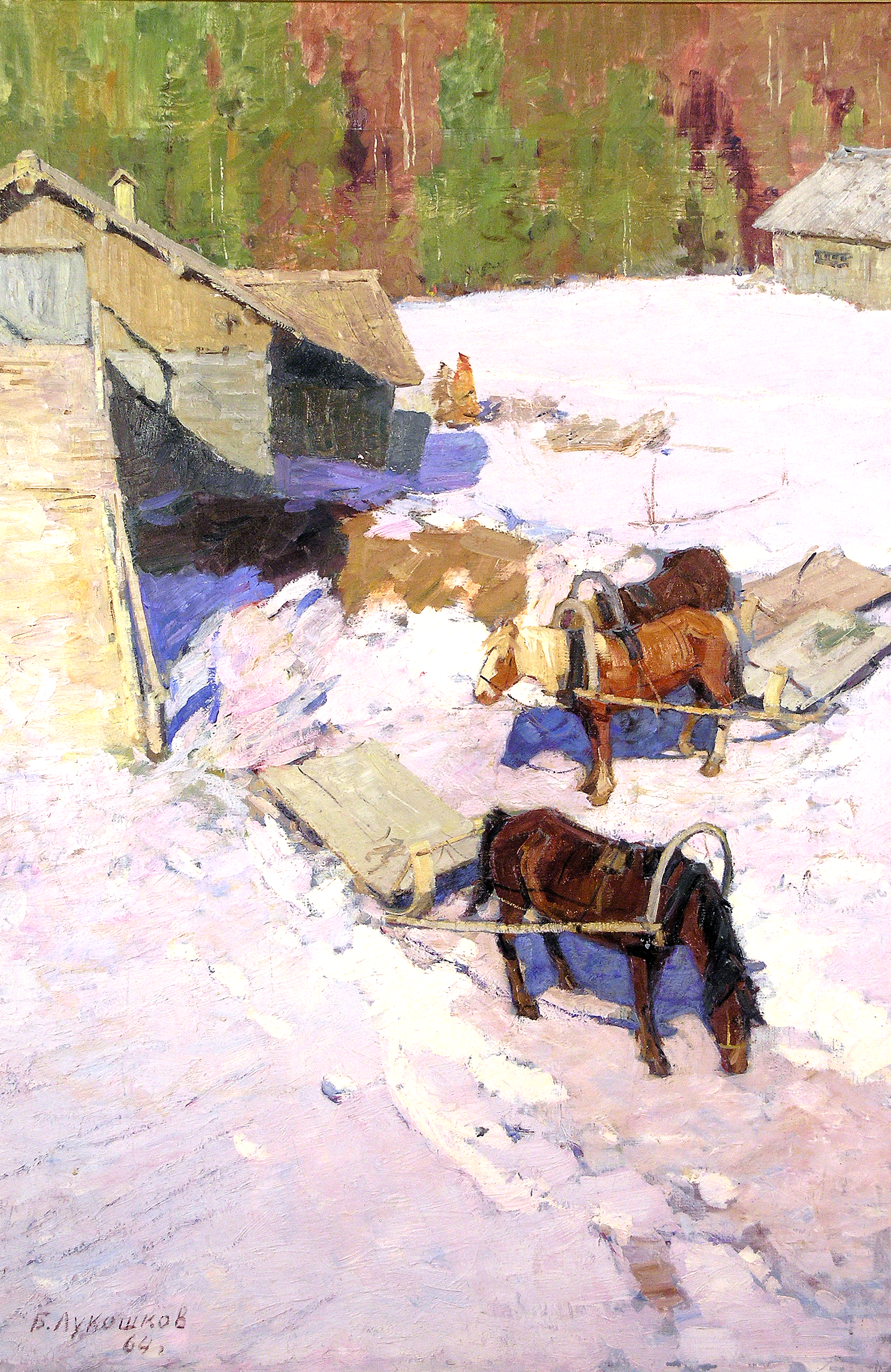
Апрель. 1964
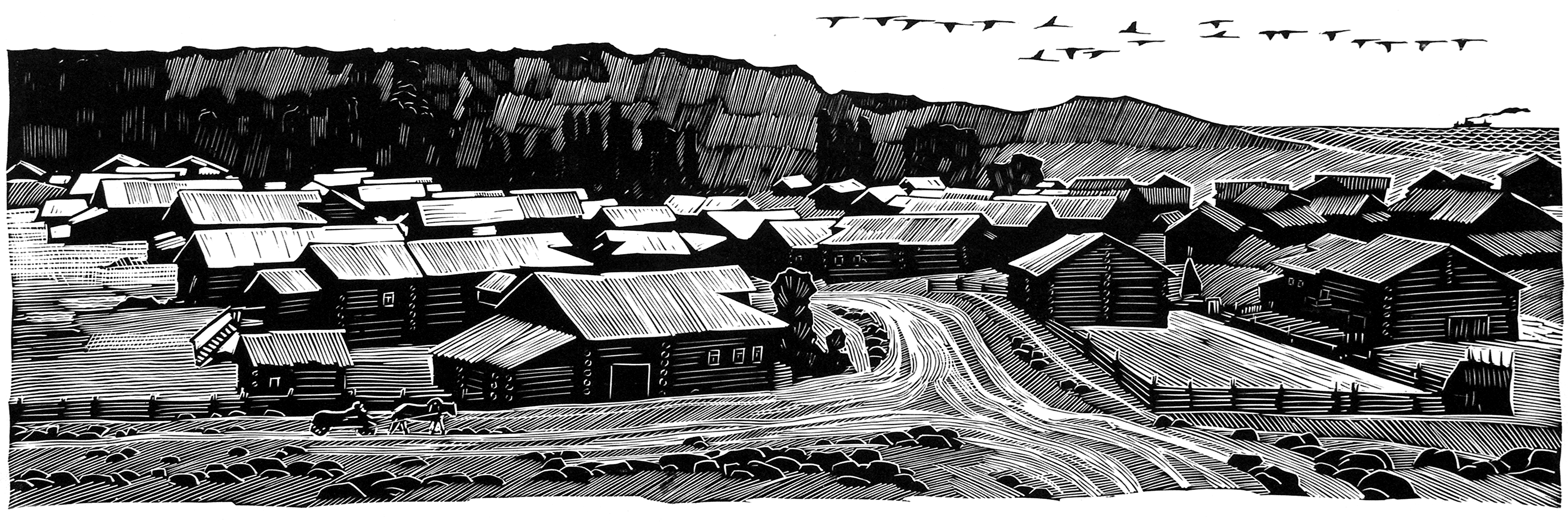
В журавлином краю. 1968
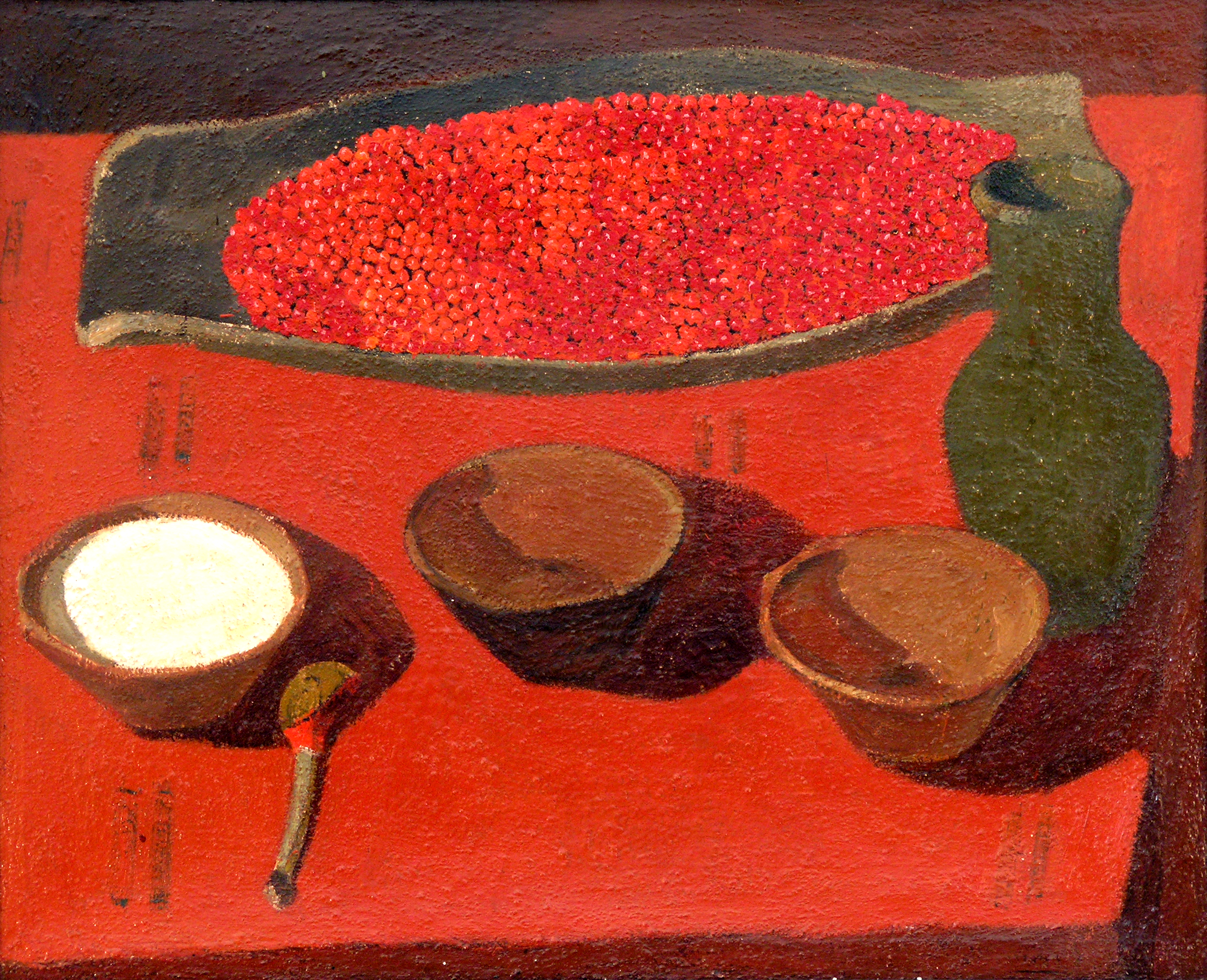
Брусника. 1971
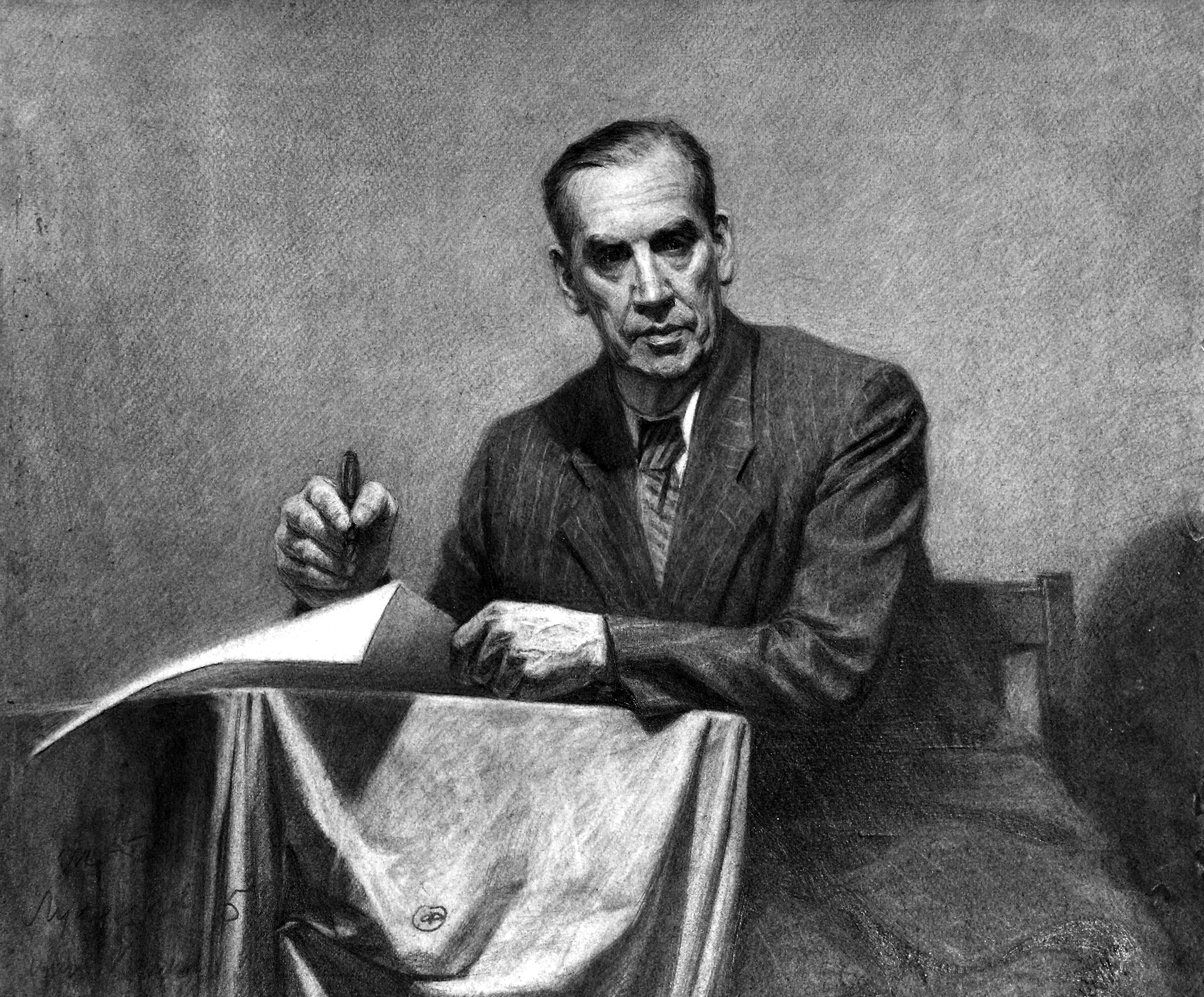
Портрет мужчины за письменным столом. 1950-е
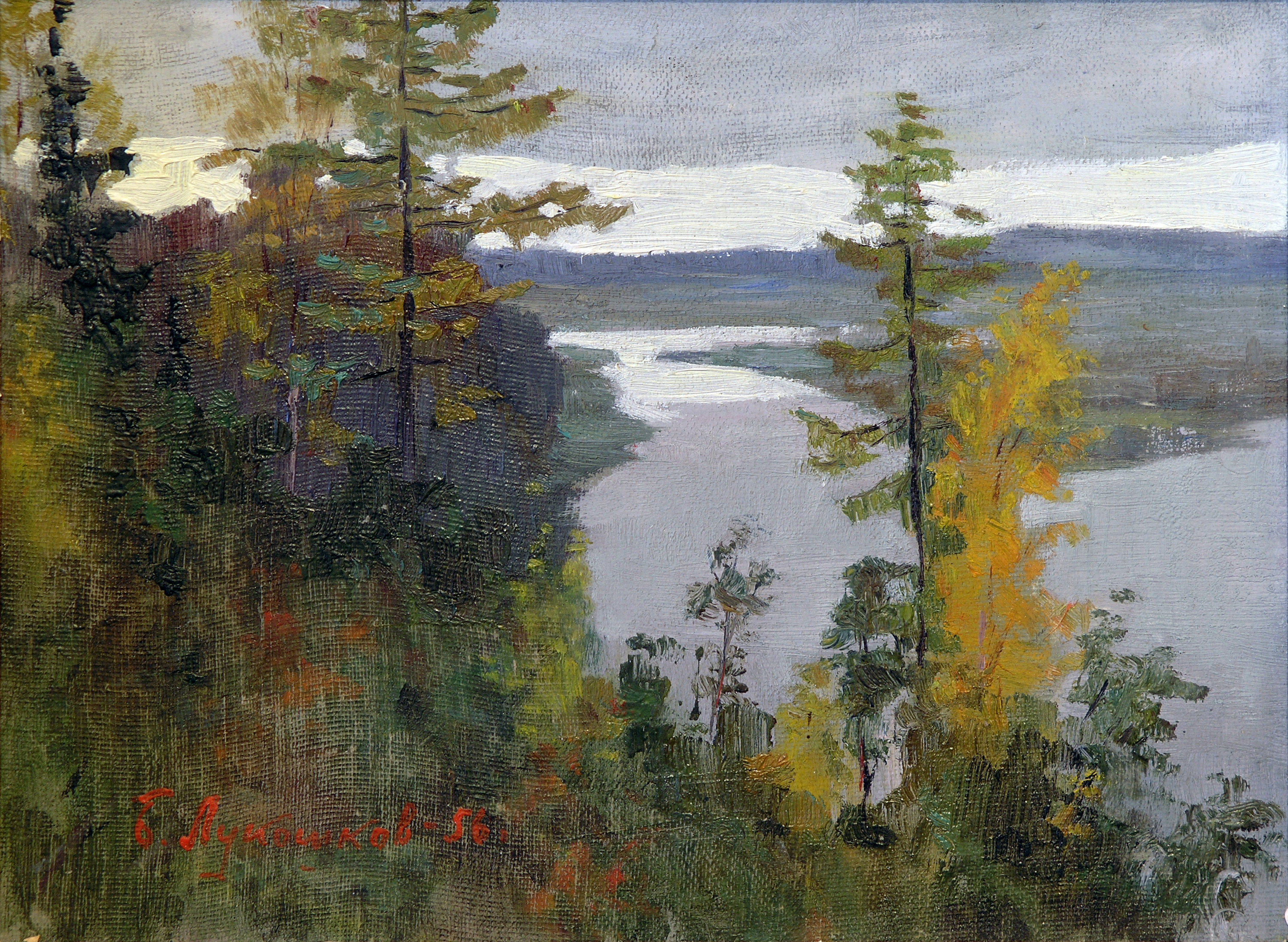
Под Успочей. 1958
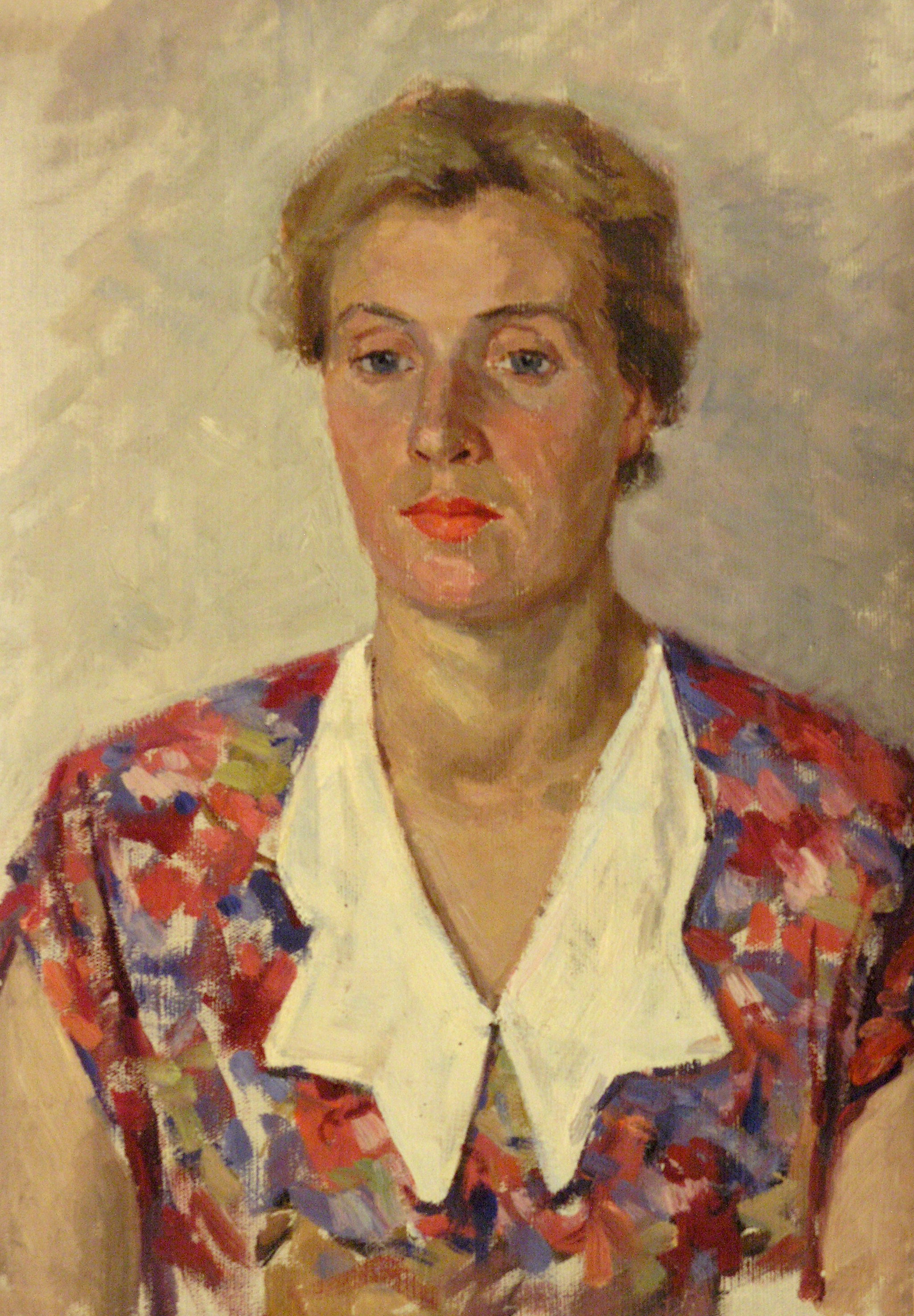
Портрет женщины в цветастом платье. 1950-е
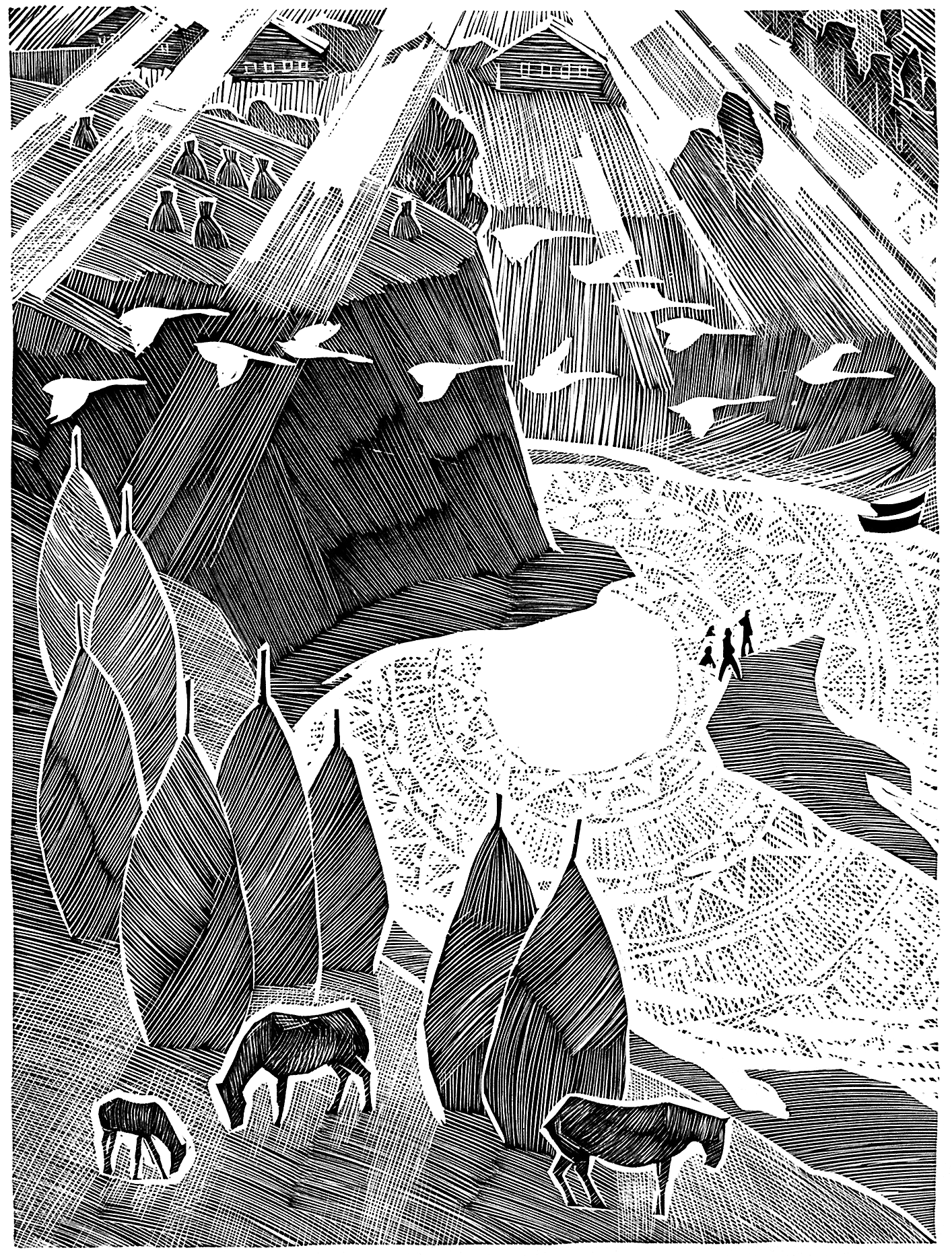
Речка Царева. 1970
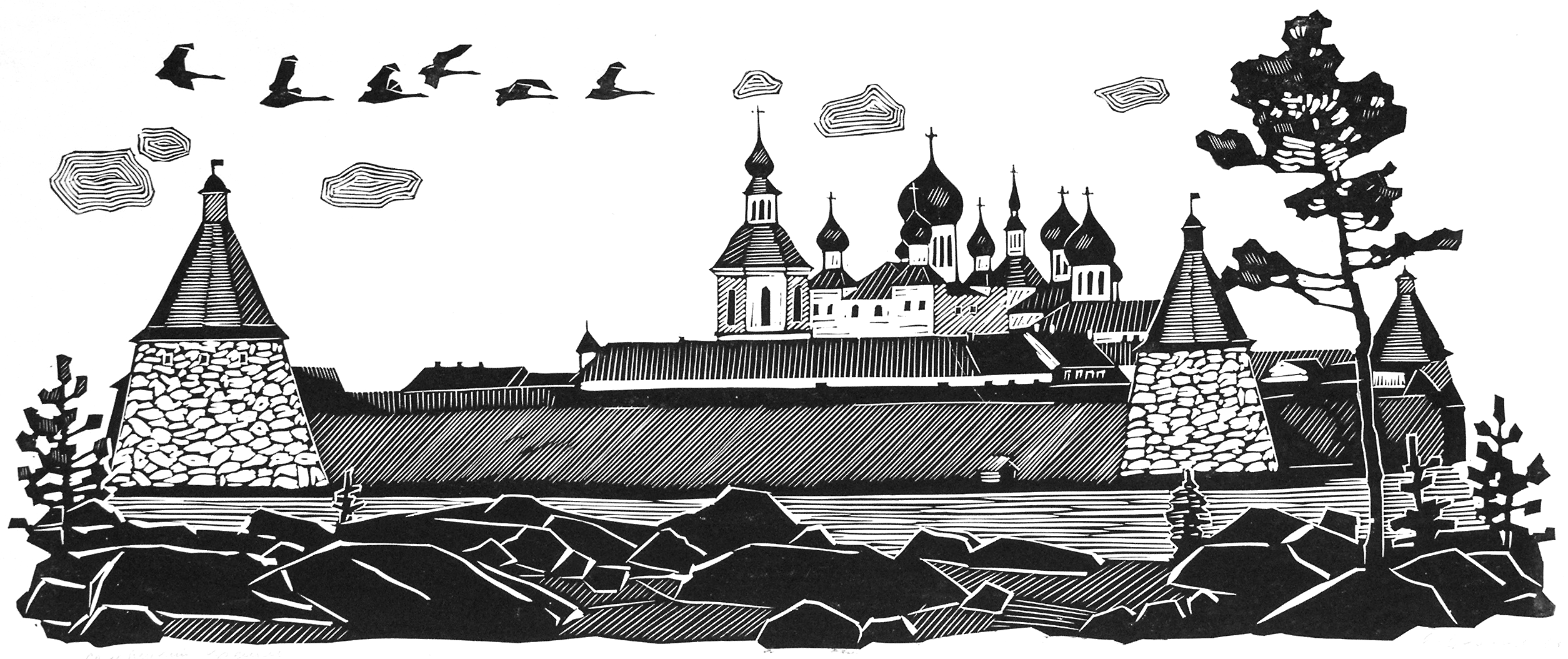
Соловецкий кремль. 1970